# Mafrian
Mafrian, właściwie mafrian i katolikos Wschodu (syr. ܡܦܪܝܢܐ mafriono „konsekrator”) – godność kościelna specyficzna dla Kościoła jakobickiego; metropolita o specyficznej, bardzo szerokiej jurysdykcji, równej jurysdykcji patriarszej, zwany też katolikosem.  
O powstaniu instytucji mafriana zadecydowały specyficzne warunki, w których działał Kościół jakobicki. Okresem, w którym Kościół jakobicki kształtował swoje podstawy organizacyjne, był VI wiek. W tym czasie Kościół ten posiadał wiernych i organizację po obu stronach granicy bizantyjsko-perskiej. Ze względu na wrogość obu tych imperiów granica była praktycznie nieprzekraczalna, wskutek czego jakobicki patriarcha Antiochii miał duże trudności w wykonywaniu swej jurysdykcji w Persji. Ponadto podległość perskiego kościoła jakobickiego patriarsze rezydującemu pod władzą Bizancjum ściągała na perskich jakobitów ciągłe (tu akurat z całą pewnością bezpodstawne) podejrzenia o sprzyjanie Bizancjum. 
Naturalnym rozwiązaniem tej sytuacji było ustanowienie dla perskich jakobitów kogoś w rodzaju patriarszego wikariusza, ustępującego patriarsze w hierarchii, a jednocześnie pełniącego wszystkie jego funkcje na obszarze Wschodu (czyli za granicą persko-bizantyjską). Pierwszym mafrianem, nie noszącym jeszcze tego miana, lecz pełniącym właściwe mu funkcje, był Ahudame, biskup Bet Arabaje, wyświęcony przez Jakuba Baradeusza w 559, zamordowany na rozkaz szacha Chozroesa I w 575. Następnie, od 629, władzę w imieniu patriarchy sprawowali biskupi Tikritu – jedynej stolicy biskupiej wyznającej monofizytyzm, jako że w V wieku większość chrześcijan perskich przyjęła nestorianizm. Z czasem dla tych metropolitów utarł się tytuł mafriana. 
Urząd mafriana utrzymał się również pod rządami Arabów. Początkowo wybierani przez biskupów Persji i tylko wyświęcani przez patriarchów, od 793 mafrianowie byli nominowani przez patriarchów. Mafrianowie początkowo rezydowali w mieście Tikrit, po jego zniszczeniu w 1089 – w Mosulu, a od 1155 – w monasterze świętego Mateusza (Mar Mattaj) koło Niniwy. Kolejnych mafrianów wyświęcali patriarchowie; od 869 przywilej wyświęcania patriarchy został zastrzeżony dla mafriana. Współpraca patriarchów i mafrianów układała się na ogół zgodnie, choć zdarzyło się kilka konfliktów. 
W czasach nowożytnych godność mafriana stała się czysto tytularna i przysługiwała jakobickim metropolitom Jerozolimy. Ostatni dostojnik jakobicki noszący tytuł mafriana Wschodu – Behnama IV – zmarł w 1895. Obecnie mafrianami bywają nazywani jakobiccy metropolici Kościoła malankarskiego w południowych Indiach. 
Za najwybitniejszego mafriana uważa się Grzegorza Bar Hebraeusa (Bar Ebraja, arab. أبو الفرج بن العبري Abu l-Faradż Ibn Al-Ibri, 1226-1286).